# Croazia turca

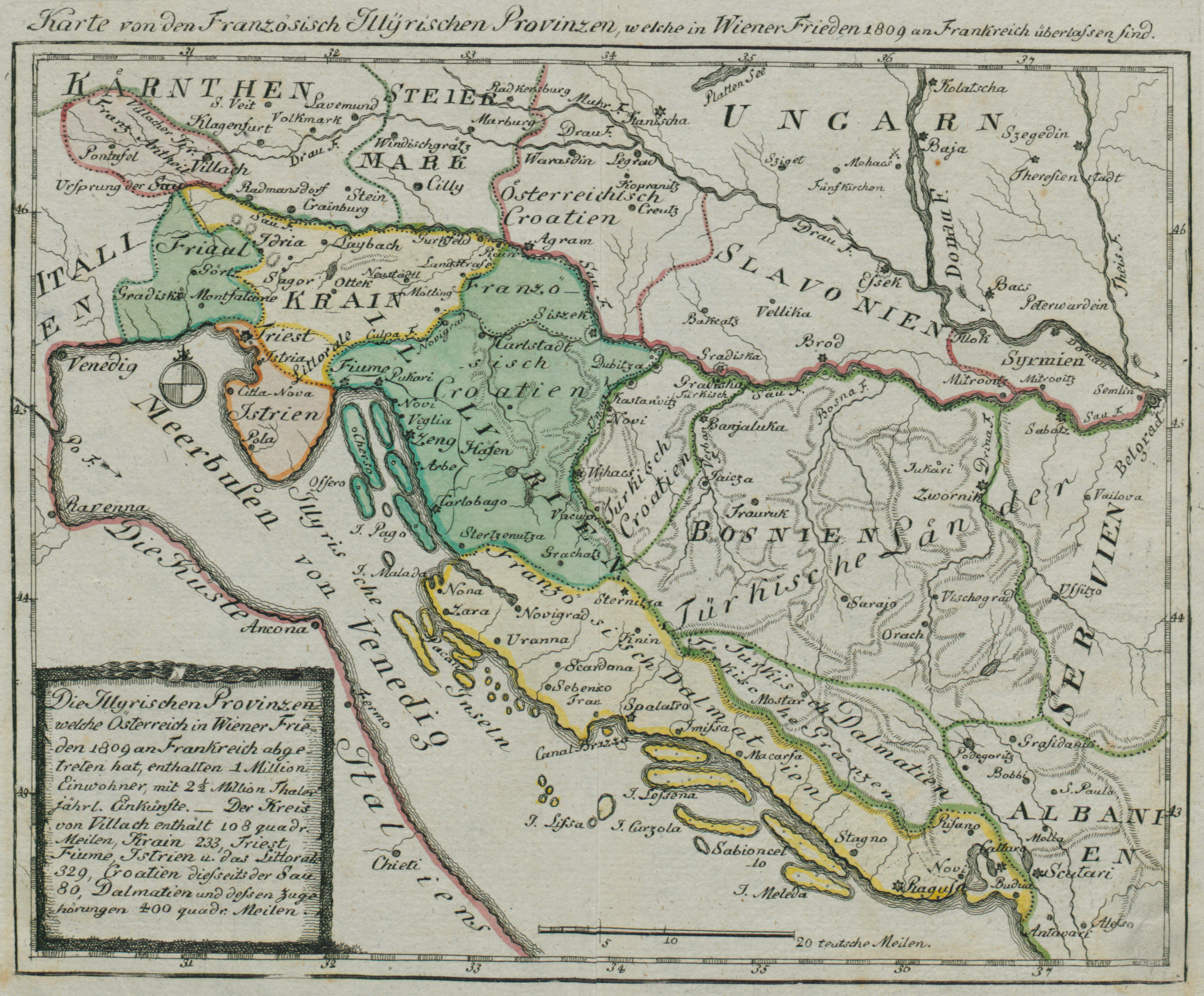
"Croazia turca" (Türkisch Croatien) e "Dalmazia turca" (Türkisch Dalmatien) delineate in verde su una mappa militare austro-ungarica delle Province Illiriche del 1813.

La Croazia turca (in croato Turska Hrvatska) era un termine geopolitico che appariva periodicamente durante le guerre ottomano-asburgiche tra la fine del XVI e la fine del XVIII secolo. Inventato dai cartografi militari austriaci, si riferiva a un'area di frontiera della Bosnia situata oltre il confine ottomano-austriaco dalla frontiera militare croata. Il termine andò in disuso con il dominio austro-ungarico in Bosnia ed Erzegovina.

## Posizione
Il nome era usato per riferirsi alla regione storica della Bosanska Krajina (Krajina, in italiano "Frontiera militare"; della Bosnia medievale conosciuta come Donji Kraji, "Regioni Inferiori", e Zapadne Strane, "Lato occidentale"). Questo territorio era solitamente rappresentato come comprendente all'incirca l'area territoriale tra il fiume Vrbas a est, il Sava a nord-est, l'Una a nord-ovest, così come il monte Dinara a sud, compresa la Cazinska krajina nell'estremo ovest. Porzioni della Lika, della Banovina e della Dalmazia settentrionale (oggi in Croazia) furono inoltre mappate come parti della "Croazia turca" quando i confini ottomani si spinsero più a ovest. Storicamente era definita come la parte più occidentale della Bosnia.

## Storia
Il termine fu inventato dai cartografi militari delle forze armate austro-ungariche, che lavoravano per la Commissione di confine austro-ottomana, istituita dai trattati di pace del 1699 (Pace di Carlowitz) e del 1718 (Pace di Požarevac), i cui membri erano austriaci, veneziani e un croato (Vitezović). Da allora fu usato in modo più consistente nelle mappe prodotte per la parte del territorio nell'attuale Bosnia ed Erzegovina.
Nelle mappe militari austro-ungariche dal XVI al XIX secolo, la cosiddetta "Croazia turca" appariva come una terra di confine nella frontiera militare croata, la cui parte controllata dagli Asburgo, nell'attuale Croazia, era amministrata direttamente dal quartier generale militare di Vienna. Il termine era simile ad altri termini di confine come Morlacchia e Terrae desertae.
Esso iniziò ad apparire nell'uso colloquiale tra alcuni cartografi militari e politici austro-ungarici, in correlazione alla ritirata ottomana e all'espansione austro-ungarica, e venne prodotto successivamente nelle mappe militari e geostrategiche. Lo storico croato Mladen Ančić si è riferito al termine nella descrizione di come furono distrutti i confini politici e culturali medievali dalle guerre ottomane e dall'istituzione delle prime frontiere moderne.
Tutti questi vari termini di confine svanirono alla fine del XVIII secolo o all'inizio del XIX secolo, con il mutare delle complesse circostanze che li avevano creati.
Nel XIX secolo, in seguito alla conclusione delle guerre ottomano-asburgiche e al trasferimento di potere nel Vilayet di Bosnia dagli ottomani al dominio asburgico in seguito al Congresso di Berlino nel 1878, il termine divenne superfluo, poiché non serviva più al suo scopo, e scomparve completamente dall'uso ufficiale. L'intero territorio della Bosnia ed Erzegovina passò sotto il dominio diretto del governo viennese, e con l'annessione del 1908 (crisi bosniaca) divenne una nuova terra della corona, rendendo così il termine irrilevante agli occhi dei suoi creatori. 
Dalle mappe il termine trovò la sua strada nella narrativa legata peculiarmente al movimento di rinascita nazionale croato e basata su una parafrasi del cosiddetto hrvatske "matere zemlje" (in italiano: "madre terra" croata) e "hrvatsko državno pravo" (diritti dello Stato croato) che all'epoca fu propagandato dall'organizzazione politica nazionalista denominata Stranka prava (Partito dei Diritti). Fu tipicamente sfruttato per scopi geopolitici e come espressione delle ambizioni territoriali e delle aspirazioni espansionistiche sia dell'Austria-Ungheria che della successiva Croazia, attraverso la trasposizione dei "diritti" sulla Bosnia-Erzegovina e sul suo territorio storico.

## Mappe

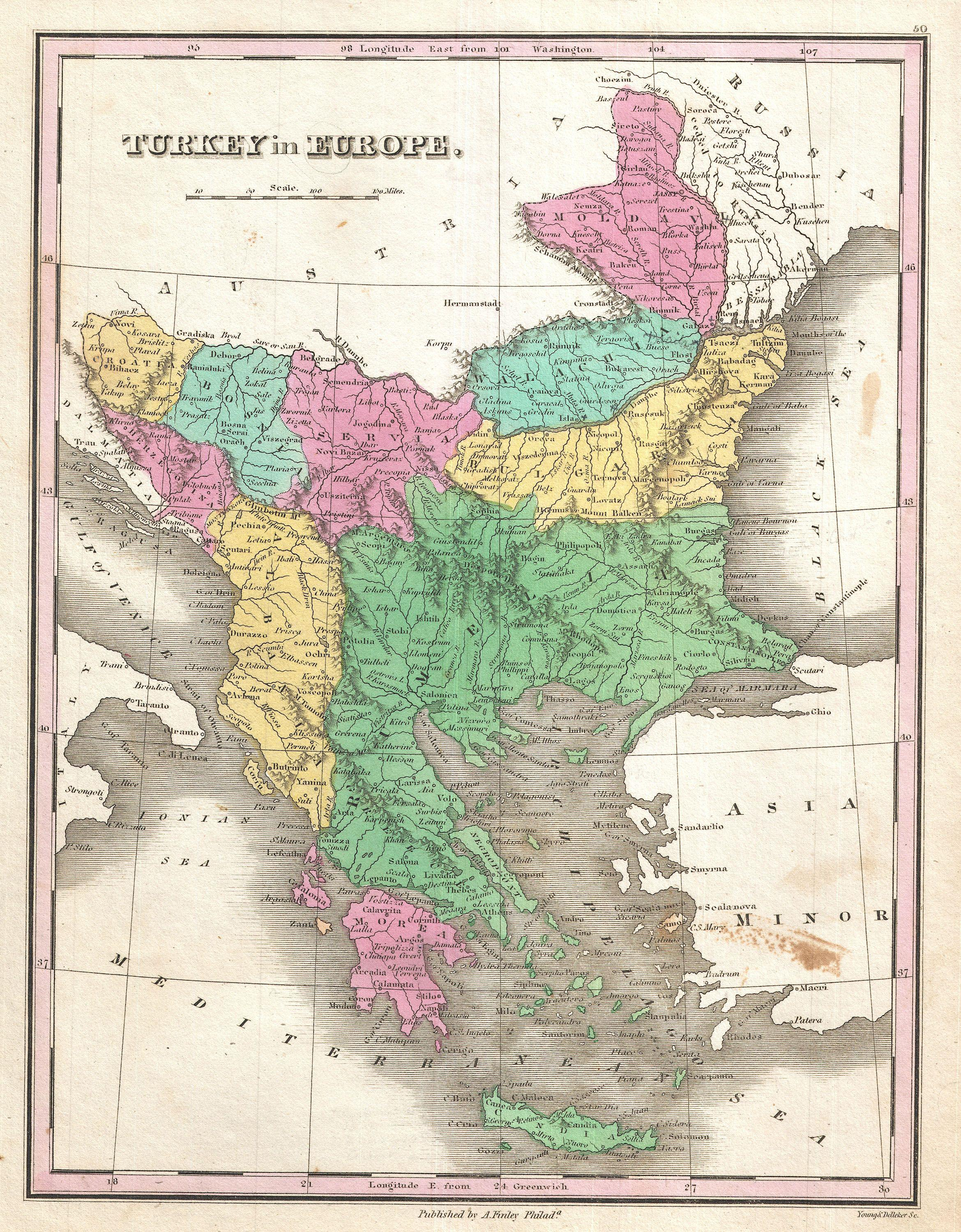
Una mappa del 1827 della conquista ottomana in Europa - A. Finley ("Croazia" in giallo come parte della "Turchia in Europa").
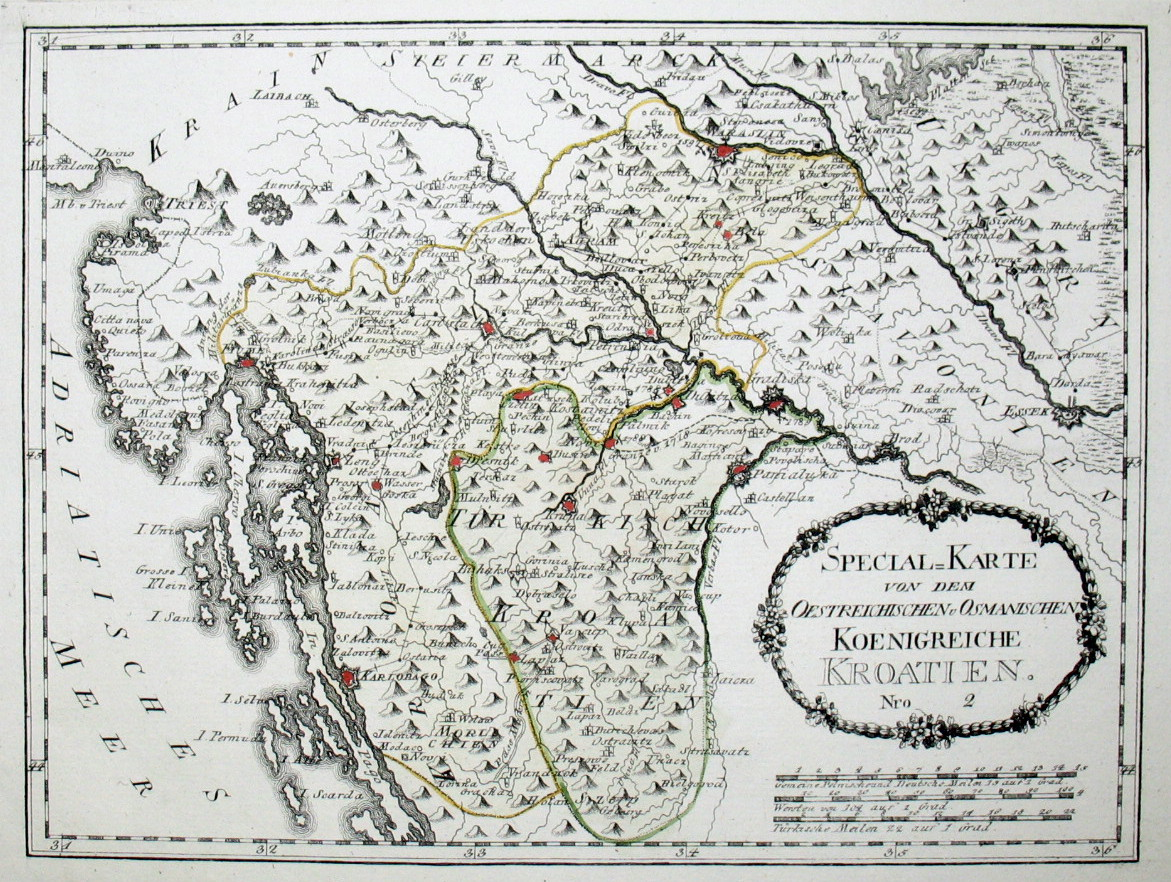
La Croazia turca (contrassegnata dalla linea di confine verde e dalle parole "Türkisch Kroatien") su una mappa militare del 1791 realizzata dal cartografo austriaco Franz JJ von Reilly.
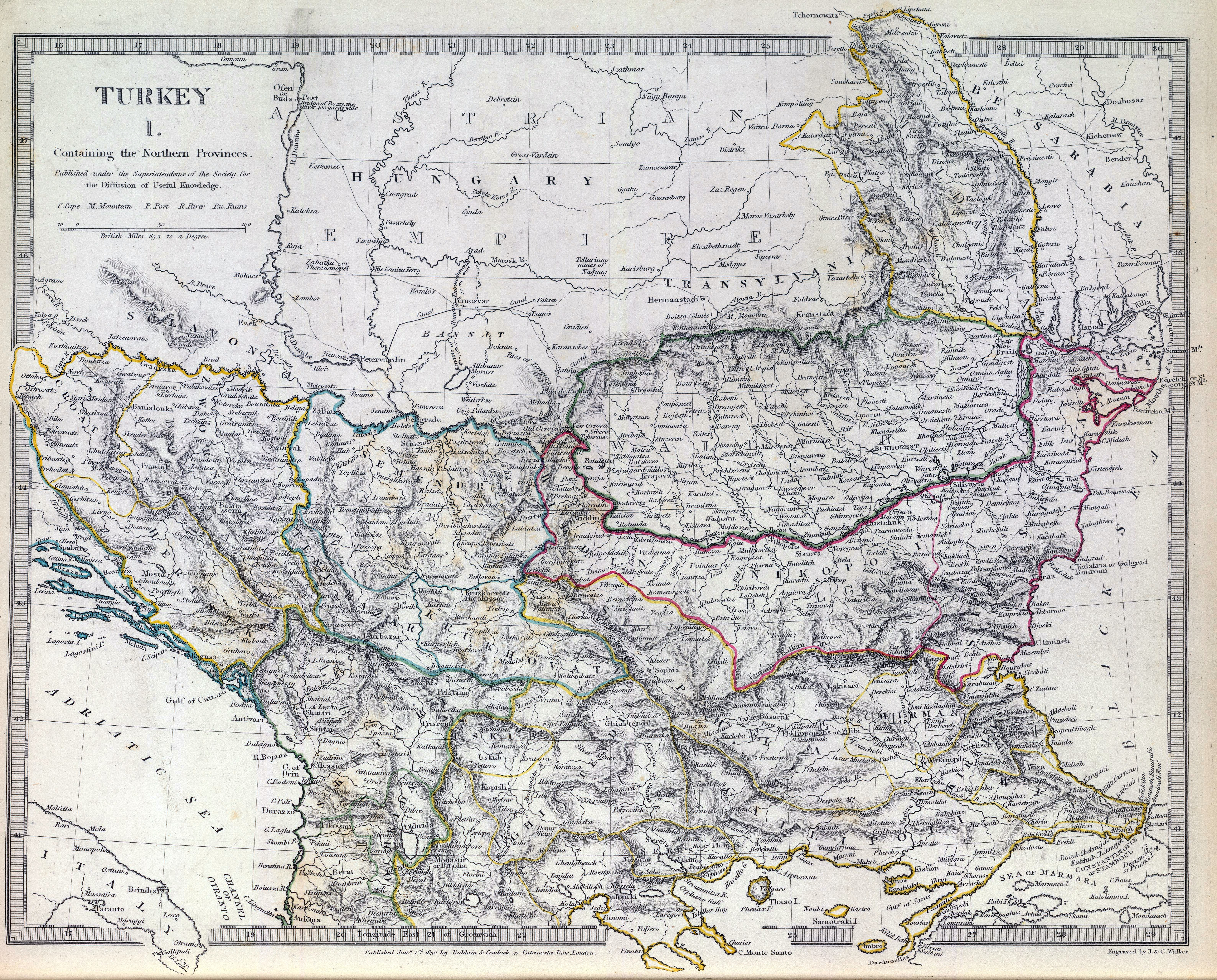
Una mappa del 1829 pubblicata sotto la sovrintendenza della Society for the Diffusion of Useful Knowledge a Londra che contrassegnava la provincia più occidentale dell'Impero ottomano in Europa come "Croazia"